# 洪啓初
洪啓初（1578年—？），字尔还，號葆原，福建南安人，徙居晋江。明朝政治人物，進士出身。

## 生平
洪有聲之子，万历二十八年（1600年）順天鄉試舉人，四十一年（1613年）登癸丑科进士，授户部主事，后升任兵部郎中，著有《四书翼笺》、《易经管见》行于世。

## 家族
曾祖洪宙，诰赠大中大夫廣東布政司參政，祖父洪廷秀，诰赠奉政大夫直隶揚州府同知。父洪有聲，甲戌進士、南京工部都水司郎中。前母王氏，贈宜人；母鄭氏，封宜人。兄啓采（丙子舉人、許州知州）、啓衷（太學生）、啓東（太学生）、洪啓睿（壬辰會魁、浙江提学副使）、洪涞（庠生）、啓唯（太学生）、啓聰（戊子舉人）、啓進（同科舉人）。弟啓淳、啓濬、啓烜、啓賓、啓晉、啓蕃、啓葉、啓瑞、啓祺、啓旭、啓揚、啓遵、啓晃、啓冕。
娶丘氏，子承棟、承榜、承植、承楷、承楨。